# 2017년 네덜란드 총선
2017년 네덜란드 총선은 네덜란드 하원의원 150명을 선출하기 위해 2017년 3월 15일에 시행되었다. 여당이었던 자유민주국민당이 의석 수가 줄었지만 1당을 유지하였다. 반대로 노동당은 7당으로 추락하였다. 노동당을 대신해 자유당은 2당을 차지했지만, 여론조사보다 낮게 나와 부진하였다. 대신 녹색좌파당이 의석 수를 크게 늘렸으며 기독교민주당 아펠과 민주66도 선전하였다. 이 선거는 자유당이 1당을 차지할 수 있다는 예상에 따라 전 세계가 주목하였다.

## 선거 결과
|                     |                      |                     |                     |            |      |       |        |     |
| 정당                | 정당                 | 정당                | 총리 후보           | 득표수     | %    | +/−   | 의석수 | +/− |
|                     | 자유민주국민당       | VVD                 | 마르크 뤼터         | 2,238,351  | 21.3 | −5.3  | 33     | −8  |
|                     | 자유당               | PVV                 | 헤이르트 빌더르스   | 1,372,941  | 13.1 | +3.0  | 20     | +5  |
|                     | 기독교민주당 아펠    | CDA                 | 시브란트 뷔마       | 1,301,796  | 12.4 | +3.9  | 19     | +6  |
|                     | 민주66               | D66                 | 알렉산더르 페흐톨트 | 1,285,819  | 12.2 | +4.2  | 19     | +7  |
|                     | 녹색좌파당           | GL                  | 예시 클라버         | 959,600    | 9.1  | +6.8  | 14     | +10 |
|                     | 사회당               | SP                  | 에밀러 루머르       | 955,633    | 9.1  | −0.6  | 14     | −1  |
|                     | 노동당               | PvdA                | 로데베이크 아스허르 | 599,699    | 5.7  | −19.1 | 9      | −29 |
|                     | 기독교연합당         | CU                  | 거트-잔 세거스      | 356,271    | 3.4  | +0.3  | 5      | +0  |
|                     | 동물당               | PvdD                | 마리안 티엠         | 335,214    | 3.2  | +1.3  | 5      | +3  |
|                     | 50플러스             | 50+                 | 헨크 크롤           | 327,131    | 3.1  | +1.2  | 4      | +2  |
|                     | 개혁정치당           | SGP                 | 키스 반 델 스타지   | 218,950    | 2.1  | +0.0  | 3      | +0  |
|                     | 뎅크                 | DENK                | 투나안 쿠즈         | 216,147    | 2.1  | New   | 3      | +3  |
|                     | 민주주의를 위한 포럼 | FvD                 | 티에리 바우데       | 187,162    | 1.8  | New   | 2      | +2  |
|                     |                      |                     |                     |            |      |       |        |     |
|                     | 기타                 | 기타                | 기타                | 161,327    | 1.5  | +1.0  | 0      | –   |
| 유효표              | 유효표               | 유효표              | 유효표              | 10,516,041 | 99.6 |       | 150    |     |
| 기권                | 기권                 | 기권                | 기권                | 15,876     | 0.1  |       |        |     |
| 무효                | 무효                 | 무효                | 무효                | 31,539     | 0.3  |       |        |     |
| 합계                | 합계                 | 합계                | 합계                | 10,563,456 | 100  |       |        |     |
| 등록유권자 & 투표율 | 등록유권자 & 투표율  | 등록유권자 & 투표율 | 등록유권자 & 투표율 | 12,893,466 | 81.9 | +7.3  |        |     |
| 출처: Kiesraad      |                      |                     |                     |            |      |       |        |     |

## 같이 보기
- 2017년 네덜란드-튀르키예 외교 갈등